# 大鲁德施泰特
大鲁德施泰特是德国图林根州的一个市镇。总面积23.87平方公里，总人口1916人，其中男性981人，女性935人（2011年12月31日），人口密度80人/平方公里。